# كهف الملك فيليب (ماساتشوستس)
كهف الملك فيليب (بالإنجليزية: King Phillip's Cave)‏؛ هو كهف يقع في مقاطعة بريستول في الولايات المتحدة.

## السياحة
يعد «كهف الملك فيليب» أحد مواقع الجذب السياحي في مقاطعة بريستول في ولاية ماساشوستس الأمريكية.